# ریچل کلر
ریچل رای کلر (به انگلیسی: Rachel Rye Keller) (زادهٔ ۲۵ دسامبر ۱۹۹۲)، هنرپیشه آمریکایی است. او بیشتر برای ایفای نقش شخصیت سیدنی برت در سریال لژیون و سایمون گرهارت در فصل دوم از مجموعه تلویزیونی فارگو از شبکه اف‌ایکس اشاره کرد.